# Wapen van Ravels

Het wapen van Ravels

Het wapen van Ravels is het heraldisch wapen van de Antwerpse gemeente Ravels. Het wapen werd op 6 oktober 1819, per besluit van de Hoge Raad van Adel aan de gemeente verleend. Op 16 december 1932 kreeg de gemeente, ditmaal per koninklijk besluit, een gewijzigde omschrijving toegekend. Na een gemeentelijke fusie in 1977 werd het wapen gewijzigd en bevat nu elementen uit de drie wapens van de drie fusiegemeenten.

## Blazoeneringen
Door de tekstuele wijziging zijn er voor het wapen drie blazoeneringen. Die van het eerste wapen luidt als volgt:
Van lazuur, beladen met het beeld eens heiligen van goud.
Het wapen is blauw van kleur met daarop een gouden beeltenis van een niet nader genoemde heilige. De heilige is gekleed als een priester en heeft in zijn rechterhand een gouden kromstaf vast. Zijn, lege, linkerhand houdt hij iets omhoog. De heilige staat op een losse, de grond raakt de randen van het schild niet, ondergrond. Het wapen heeft geen kroon of schildhouders
Tweede wapen
Het tweede wapen heeft een Franstalige en een Nederlandstalige blazoenering, die luiden als volgt:
Een Heilige Servaas houdende in de rechterhand een staf en in de linkerhand een sleutel met den baard naar omhoog.
Het tweede wapen toont de heilige Servaas van Maastricht. De heilige houdt in zijn linkerhand een sleutel vast, met het deel dat in het slot gaat naar boven gericht. In de andere hand houdt hij een kromstaf vast. Om de heilige heen een randschrift met daarin: Gemeentebestuur van Raevels - Provincie Antwerpen - . In dit wapen, dat in feite een zegelafdruk voor moet stellen, zijn geen kleuren gebruikt.
Derde wapen
Het derde, tevens huidige, wapen heeft de volgende blazoenering:
In lazuur een Sint-Michiel met de draak van goud. Schildhouders: rechts een Sint-Servaas, links een Sint-Valentijn, beiden van goud.
Het nieuwe wapen is in de Nassause kleuren. Dit wapen toont de aartsengel Michaël staande op een draak. Michaël houdt in zijn rechterhand een lans vast, die hij in de bek van de draak steekt. In de linkerhand houdt de engel een schild met daarop een Grieks kruis. Hij houdt zijn vleugels gespreid. De draak ligt op de grond met zijn kop aan de linkerkant van het schild.
Het schild heeft geen kroon gekregen, maar wel twee schildhouders. Rechts staat Sint-Servatius (uit de oude wapens van Ravels) en links Sint-Valentijn uit het wapen van Poppel.

## Geschiedenis
Hertog Jan I van Brabant maakte van Weelde een vrijheid, waartoe in het begin ook Poppel en Ravels behoorden. Zegels van de schepenbank, voor het eerst vermeld in 1296, van Weelde zijn bekend van 1602 en later. Al deze zegels tonen Sint-Michiel. Weelde kreeg als zelfstandige gemeente de aartsengel ook als gemeentewapen toegekend. In 1819 was dit zonder vleugels en in de Rijkskleuren. In 1913 werd het wapen gewijzigd, Michael kreeg zijn vleugels terug, maar de Nassause kleuren bleven.
Ravels had in het wapen de heilige Servaas staan. De heilige is via de abdij van Tongerlo, die in 1211 door het kapittel van Maastricht het patronaatsrecht over Poppel en Ravels kreeg, afkomstig van het voornoemde kapittel. Vanaf 1420 mocht Tongerlo van Jan IV van Brabant een schepenbank aanstellen. Deze schepenbank heeft zowel zelfstandig als afhankelijk gewerkt van Weelde en ging in 1663 definitief zelfstandig. Een zegel uit 1763 is bekend en toont een staande Sint-Servaas met bisschopsstaf en een sleutel. Dit zegel werd in 1819 gebruikt om het gemeentewapen op te kunnen baseren.
Sint-Valentijn is afkomstig van het wapen van Poppel. De heilige Valentijn was de patroonheilige van Poppel en verscheen ook op het zegel dat de schepenbank van Poppel gebruikte. Poppel kreeg in 1819 een gemeentewapen toegekend, net als Weelde en Ravels in de kleuren van Nassau.
Het huidige wapen van Ravels ontstond na de fusie tussen de gemeenten Poppel, Ravels en Weelde. Het wapen bestaat uit het schild van Weelde en de heiligen die op de wapens van Poppel en Ravels stonden, als schildhouders.